# Mangxing (sockenhuvudort i Kina, Xinjiang Uygur Zizhiqu, lat 38,93, long 76,20)
Mangxing är en sockenhuvudort i Kina. Den ligger i den autonoma regionen Xinjiang, i den nordvästra delen av landet, omkring 1 100 kilometer sydväst om regionhuvudstaden Ürümqi. Antalet invånare är 25 746. Befolkningen består av 12 736 kvinnor och 13 010 män. Barn under 15 år utgör 27,0 %, vuxna 15-64 år 68 %, och äldre över 65 år 4,0 %.
Runt Mangxing är det ganska tätbefolkat, med 67 invånare per kvadratkilometer. Mangxing är det största samhället i trakten. Trakten runt Mangxing är ofruktbar med lite eller ingen växtlighet.
Genomsnittlig årsnederbörd är 150 millimeter. Den regnigaste månaden är juni, med i genomsnitt 25 mm nederbörd, och den torraste är januari, med 4 mm nederbörd.